# 孫恩
孫恩（？—402年），字灵秀，琅邪郡（治所在今山东省临沂市），西晉中書令孫秀之後，世奉五斗米道。399年起兵反晉，402年敗死，餘眾由孫恩妹夫盧循領導，世稱「孫恩盧循之亂」。

## 生平

### 待報叔仇
孙恩叔父孫泰師事錢塘（今浙江杭州）人杜子恭，並習有祕術，後继子恭為五斗米道教主，教徒廣布於南方，曾經為會稽王司馬道子做事，但隆安二年（398年）見外藩舉兵對抗朝廷之事有感晉祚將傾，於是打算作亂。會稽內史謝輶揭發孫泰造反的陰謀，孫泰遭司馬道子誅殺。孫恩此時逃入海島（或許是今天的舟山群島），孫泰餘眾當時認為孫泰是「蟬蛻登仙」，到海島中支持孫恩，孫恩於是聚集了百多人，伺機復仇。

### 屢攻三吳
隆安三年（399年）司馬元显征调因三吳門閥免除官奴身份而成为佃客的广大民眾到建康（今江蘇南京市）以充實兵員，稱作「樂屬」。此舉激起當地門閥的愤怒不滿；孙恩乘著人心不穩，率众乘机進攻上虞（今浙江上虞）並殺上虞縣令，隨後攻克会稽（今浙江紹興），會稽內史王凝之被殺，孫恩部眾增至數萬人。當時會稽郡、吳郡、吳興郡、義興郡、臨海郡、永嘉郡、東陽郡及新安郡皆有人響應孫恩叛變，三吳八郡於是一時皆叛，孫恩部眾亦增至數十萬人。當時三吳各郡縣官員大多不是被殺就是棄郡逃亡，孙恩於是據守會稽，自號征東將軍，為其黨眾改了個稱號為「長生人」，並宣令誅殺異己，連嬰孩也不放過，於是造成大量人死亡。朝廷為此宣布內外戒嚴，遣徐州刺史謝琰与镇北将军刘牢之前往镇压，孙恩在得八郡響應下原打算攻陷建康推翻東晉，知道劉牢之兵臨錢塘江時就打算割據會稽，以錢塘江與東晉分庭抗禮；不久劉牢之渡江，孫恩被逼率其所虜略的二十多万民眾撤回海岛。孫恩在逃走時故意沿途留下虜劫得來的財寶器物以及年輕男女，吸引劉牢之麾下士兵爭相搶奪，為孫恩部眾爭取時間逃亡。
隆安四年（400年）五月，孫恩率部眾攻浹口（今鎮海口），入餘姚，破上虞，抵山陰縣北之邢浦，被謝琰參軍劉宣之擊退後不久再度進軍邢浦，並逼近會稽，守城的謝琰出戰但戰死。孫恩及後轉攻臨海。謝琰戰死令朝廷大驚，派了桓不才、孫無終和高雅之領兵鎮壓。十一月，孫恩在餘姚大敗高雅之，但劉牢之及後卻擊敗孫恩，孫恩再度逃入海島。

### 威脅京師
隆安五年（401年）二月，孫恩率眾第三次登陸，又攻浹口，進攻句章，但不能攻下並受劉牢之進擊，於是撤回海島。三月，孫恩第四度登陸，轉攻海鹽，但白天攻城遭劉裕擊退，夜間試圖進攻又被劉裕設計擊敗，孫恩於是轉攻吳國內史袁山松守的滬瀆。五月孫恩攻滬瀆並殺袁山松，又从海路進至京口（今镇江），图取东晋京师建康，劉裕追孫恩至丹徒，以少勝多，大量孫恩部眾墮海或墮崖，令孫恩狼狽登船逃走。不過孫恩仍自恃人多，不久就重整兵力再進建康，司馬元顯率兵拒戰亦屡戰不利。孫恩漸漸逼近，不過此時朝廷已經陳兵待戰，豫州刺史司馬尚之亦入援建康，孫恩乘虛掩襲建康的圖謀失敗，於是至新洲後就撤退，北走郁州。孫恩在郁州曾擊敗來攻的高雅之並俘虜他，但及後劉裕來討，多場戰事後孫恩大敗，實力大減，於是沿海南逃。南逃期間劉裕仍然一直追擊，於是在滬瀆又大敗孫恩，孫恩於是在浹口再逃入海中。

### 窮途末路
元興元年（402年）三月，桓玄消滅了司馬道子父子的勢力，執掌朝政，孫恩乘時再度來攻，但進攻臨海郡時被太守辛昺擊敗，孫恩屢次來侵所擄掠的三吳士民經上年大敗給劉裕和此戰後，至此死亡殆盡，僅餘數千人。孫恩害怕被朝廷俘獲，於是投海自盡，數百名他的妓妾和信奉他的部眾皆隨之而死，孫恩更被其信眾稱為「水仙」。

## 延伸阅读
[在维基数据编辑]
 《晉書·卷100》，出自房玄齡《晉書》